# 徳谷柿次郎
徳谷 柿次郎（とくたに かきじろう、1982年9月16日- ）は、日本の編集者。株式会社Huuuu代表取締役。『ジモコロ』『BAMP』編集長